# Cimetière britannique de Courmas
Le cimetière britannique de Courmas (Courmas British Cemetery) se trouve à  Courmas, dans la Marne,  et accueille des soldats tombés lors de la Première Guerre mondiale. 
Le cimetière est entretenu par la Commonwealth War Graves Commission .

Il y a 207 britanniques enterrés, dont 77 non identifiés. 

## Origine
Ce cimetière a été construit après l'Armistice de 1918, regroupant les tombes des petits cimetières des champs de bataille voisins et de Courmas Village et Courmas Chateau British Cemeteries. Ces petits cimetières avaient été construits par la 62e Division (circonscription ouest) après le combat du 20 juillet 1918 

## Superficie
Le cimetière est d'une superficie de 605 m2 et il est entouré d'un mur en pierre naturelle. La Croix du Sacrifice est directement à l'entrée

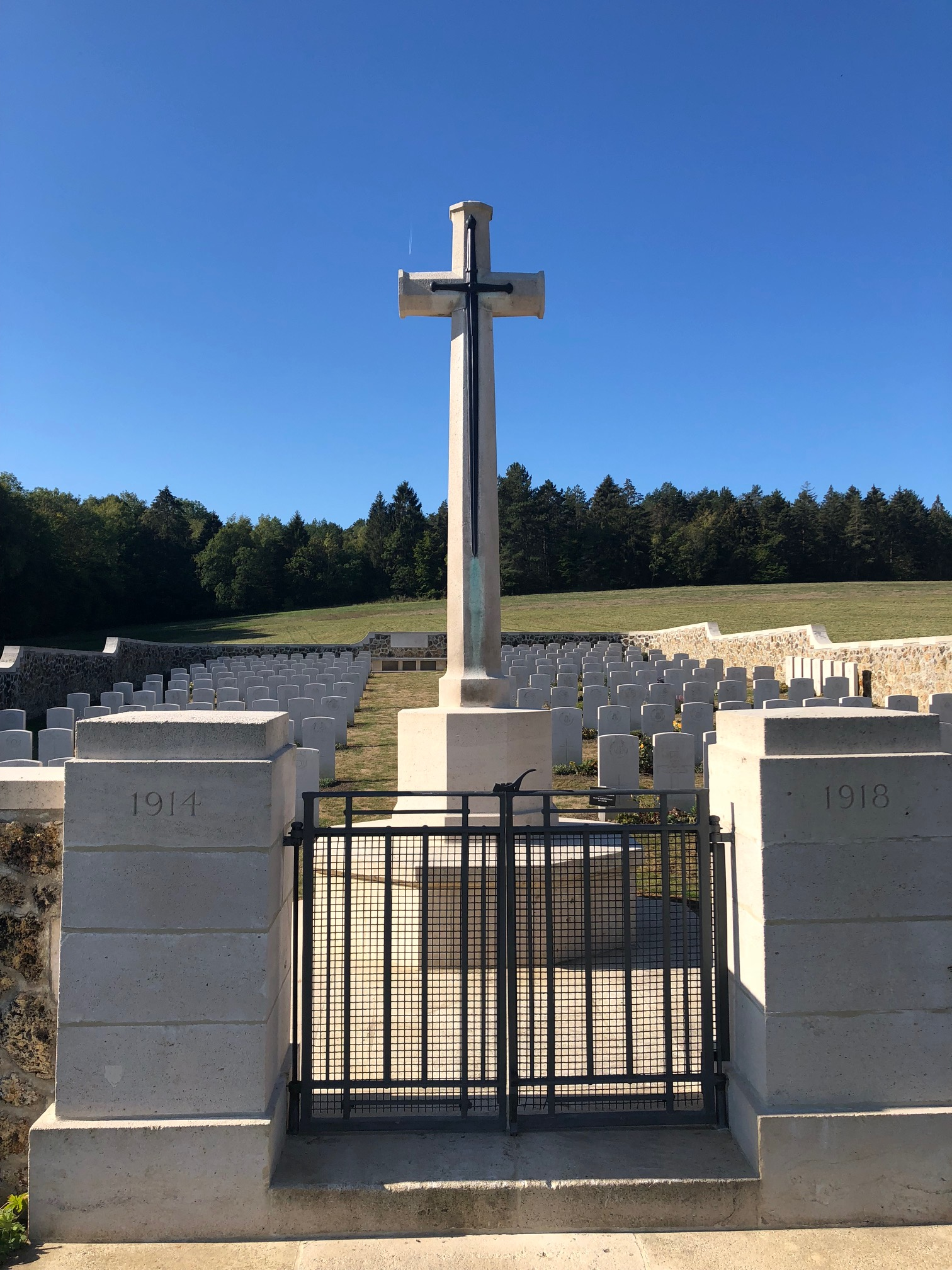
Courmas cimetiery entree

## Coordonnées GPS
49° 11′ 12″ nord, 3° 53′ 57″ est